# Mikrocystyna

Struktura chemiczna mikrocystyny LR

Mikrocystyny – jedne z toksyn sinicowych, produkowane przez Microcystis aeuruginosa, M. flos-aquae i Nodularia spumigena. Chemicznie są to cykliczne heptapeptydy pochodzenia nierybosomalnego. Są one niezwykle toksyczne dla roślin i zwierząt, w tym ludzi. Ich aktywność hepatotoksyczna skutkuje poważnymi uszkodzeniami wątroby.
Mikrocystyny zawierają kilka niepowszechnych aminokwasów niebiałkowych, jak na przykład pochodne dehydroalaniny czy β-aminokwas ADDA (aminokwas).
Mikrocystyna-LR to jedna z ponad 80 znanych toksycznych wariantów mikrocystyn. Obecnie jest ona najlepiej poznaną przedstawicielką rodziny.
Mikrocystyny pojawiające się podczas masowych „zakwitów” sinic stanowią poważny ekologiczny problem na całym świecie. Połknięte dostają się do wątroby poprzez kanały żółciowe, gdzie są magazynowane, co powoduje uszkodzenia, ale niewchłonięta część poprzez krwiobieg może zakażać inne tkanki.
Biochemicznie aktywność mikrocystyn polega na inhibicji białkowych fosfataz PP1 i 2A, co zaburza mechanizmy regulacyjne oparte na reakcjach fosfo- i defosforylacji.

## Właściwości (Mikrocystyna-LR)
- numer CAS: 101043-37-2
- wzór sumaryczny: C49H74N10O12
- masa cząsteczkowa: 994.55 g/mol